# Journal of Coastal Research
El Journal of Coastal Research és una revista científica bimensual que tracta de la recerca els processos costaners. Va ser fundat el 1984 amb el nom de Litoralia i l'any següent es va canviar al nom actual. Està publicat per la Coastal Education and Research Foundation, el president i director executiu de la qual, Charles W. Finkl, també és el redactor en cap de la revista. La revista és membre de BioOne des del 2005. Segons Journal Citation Reports, el Journal of Coastal Research tenia un factor d'impacte de 0,915 el 2016, col·locant-lo al lloc 193 de les 229 revistes a la categoria de «Ciències del Medi Ambient».